# 卷舌增六
英仙座52，又名BD+40 912，HD 26673、SAO 39409、HR 1306，是英仙座的一颗恒星，视星等为4.71，位于銀經159.45，銀緯-7.54，其B1900.0坐标为赤經4h 8m 4.8s，赤緯+40° -7.54′ 50″。